# 北緯2度線
北緯2度線（ほくい2どせん）は、地球の赤道面より北に地理緯度にして2度の角度を成す緯線。大西洋、アフリカ、インド洋、南アジア、東南アジア、太平洋、南アメリカを通過する。
この緯度の下では、夏至点時の可照時間は12時間13分で、冬至点時は12時間1分である。

## 通過する地域一覧
北緯2度線は、本初子午線から東に向かって以下の場所を通っている。
| 地理座標                                             | 国土・領土・領海 | 備考                                                                                           |
| ---------------------------------------------------- | ---------------- | ---------------------------------------------------------------------------------------------- |
| 北緯2度0分 東経0度0分 / 北緯2.000度 東経0.000度      | 大西洋           | ギニア湾                                                                                       |
| 北緯2度0分 東経9度47分 / 北緯2.000度 東経9.783度     | 赤道ギニア       |                                                                                                |
| 北緯2度0分 東経11度20分 / 北緯2.000度 東経11.333度   | ガボン           |                                                                                                |
| 北緯2度0分 東経13度14分 / 北緯2.000度 東経13.233度   | コンゴ共和国     |                                                                                                |
| 北緯2度0分 東経15度2分 / 北緯2.000度 東経15.033度    | カメルーン       | 約9km                                                                                          |
| 北緯2度0分 東経15度7分 / 北緯2.000度 東経15.117度    | コンゴ共和国     | 約17km                                                                                         |
| 北緯2度0分 東経15度16分 / 北緯2.000度 東経15.267度   | カメルーン       |                                                                                                |
| 北緯2度0分 東経16度3分 / 北緯2.000度 東経16.050度    | コンゴ共和国     |                                                                                                |
| 北緯2度0分 東経18度5分 / 北緯2.000度 東経18.083度    | コンゴ民主共和国 |                                                                                                |
| 北緯2度0分 東経31度3分 / 北緯2.000度 東経31.050度    | アルバート湖     | ウガンダとは湖内の地点北緯2度0分 東経31度14分 / 北緯2.000度 東経31.233度で国境を形成している。 |
| 北緯2度0分 東経31度24分 / 北緯2.000度 東経31.400度   | ウガンダ         |                                                                                                |
| 北緯2度0分 東経34度59分 / 北緯2.000度 東経34.983度   | ケニア           |                                                                                                |
| 北緯2度0分 東経41度0分 / 北緯2.000度 東経41.000度    | ソマリア         |                                                                                                |
| 北緯2度0分 東経45度17分 / 北緯2.000度 東経45.283度   | インド洋         | モガディシュ（ ソマリア）のちょうど南を通過。                                                  |
| 北緯2度0分 東経73度21分 / 北緯2.000度 東経73.350度   | モルディブ       | ラーム環礁                                                                                     |
| 北緯2度0分 東経73度33分 / 北緯2.000度 東経73.550度   | インド洋         | バニャク諸島（ インドネシア）のちょうど南を通過。                                              |
| 北緯2度0分 東経98度27分 / 北緯2.000度 東経98.450度   | インドネシア     | スマトラ島及びルパト島                                                                         |
| 北緯2度0分 東経101度46分 / 北緯2.000度 東経101.767度 | マラッカ海峡     |                                                                                                |
| 北緯2度0分 東経102度35分 / 北緯2.000度 東経102.583度 | マレーシア       | ジョホール州                                                                                   |
| 北緯2度0分 東経104度6分 / 北緯2.000度 東経104.100度  | 南シナ海         |                                                                                                |
| 北緯2度0分 東経109度35分 / 北緯2.000度 東経109.583度 | インドネシア     | カリマンタン州、ボルネオ島 - 約3km                                                             |
| 北緯2度0分 東経109度37分 / 北緯2.000度 東経109.617度 | マレーシア       | サラワク州、ボルネオ島 - 約3km                                                                 |
| 北緯2度0分 東経109度39分 / 北緯2.000度 東経109.650度 | 南シナ海         |                                                                                                |
| 北緯2度0分 東経111度10分 / 北緯2.000度 東経111.167度 | マレーシア       | サラワク州、ボルネオ島                                                                         |
| 北緯2度0分 東経114度52分 / 北緯2.000度 東経114.867度 | インドネシア     | カリマンタン州、ボルネオ島                                                                     |
| 北緯2度0分 東経117度50分 / 北緯2.000度 東経117.833度 | セレベス海       |                                                                                                |
| 北緯2度0分 東経125度17分 / 北緯2.000度 東経125.283度 | モルッカ海       | ビアロ島（ インドネシア）のちょうど南を通過。                                                  |
| 北緯2度0分 東経127度46分 / 北緯2.000度 東経127.767度 | インドネシア     | ハルマヘラ島                                                                                   |
| 北緯2度0分 東経127度57分 / 北緯2.000度 東経127.950度 | 太平洋           |                                                                                                |
| 北緯2度0分 東経128度16分 / 北緯2.000度 東経128.267度 | インドネシア     | モロタイ島 - 約1km                                                                             |
| 北緯2度0分 東経128度17分 / 北緯2.000度 東経128.283度 | 太平洋           | アベイアン（ キリバス）のちょうど北を通過。                                                    |
| 北緯2度0分 東経173度15分 / 北緯2.000度 東経173.250度 | キリバス         | マラケイ                                                                                       |
| 北緯2度0分 東経173度18分 / 北緯2.000度 東経173.300度 | 太平洋           |                                                                                                |
| 北緯2度0分 西経157度47分 / 北緯2.000度 西経157.783度 | キリバス         | キリスィマスィ島                                                                               |
| 北緯2度0分 西経157度40分 / 北緯2.000度 西経157.667度 | 太平洋           |                                                                                                |
| 北緯2度0分 西経78度39分 / 北緯2.000度 西経78.650度   | コロンビア       |                                                                                                |
| 北緯2度0分 西経68度13分 / 北緯2.000度 西経68.217度   | ブラジル         | アマゾナス州 - 約3km                                                                           |
| 北緯2度0分 西経68度11分 / 北緯2.000度 西経68.183度   | コロンビア       |                                                                                                |
| 北緯2度0分 西経67度39分 / 北緯2.000度 西経67.650度   | ブラジル         | アマゾナス州                                                                                   |
| 北緯2度0分 西経67度18分 / 北緯2.000度 西経67.300度   | コロンビア       |                                                                                                |
| 北緯2度0分 西経67度7分 / 北緯2.000度 西経67.117度    | ベネズエラ       |                                                                                                |
| 北緯2度0分 西経63度46分 / 北緯2.000度 西経63.767度   | ブラジル         | アマゾナス州 ロライマ州                                                                        |
| 北緯2度0分 西経59度44分 / 北緯2.000度 西経59.733度   | 係争地域         | ガイアナによって実効支配されているが、 ベネズエラが領有権を主張している地域。                  |
| 北緯2度0分 西経58度28分 / 北緯2.000度 西経58.467度   | ガイアナ         |                                                                                                |
| 北緯2度0分 西経57度55分 / 北緯2.000度 西経57.917度   | 係争地域         | ガイアナによって実効支配されているが、 スリナムが領有権を主張している地域。                    |
| 北緯2度0分 西経57度9分 / 北緯2.000度 西経57.150度    | ブラジル         | パラー州 - 約8km                                                                               |
| 北緯2度0分 西経57度4分 / 北緯2.000度 西経57.067度    | 係争地域         | ガイアナによって実効支配されているが、 スリナムが領有権を主張している地域。                    |
| 北緯2度0分 西経56度38分 / 北緯2.000度 西経56.633度   | スリナム         |                                                                                                |
| 北緯2度0分 西経55度55分 / 北緯2.000度 西経55.917度   | ブラジル         | パラー州 アマパー州 - 本土及びマラカ島                                                         |
| 北緯2度0分 西経50度17分 / 北緯2.000度 西経50.283度   | 大西洋           |                                                                                                |